# Jim Thome
James Howard "Jim" Thome (/ˈtoʊmi/; nascido em 27 de agosto de 1970) é um ex-jogador norte-americano profissional de beisebol que atuou durante 22 temporadas na Major League Baseball (MLB), de 1991 até 2012. Jogou por seis diferentes equipes, mais notadamente pelo Cleveland Indians durante os anos 1990 e o Philadelphia Phillies no começo dos anos 2000. Um prolífico e poderoso rebatedor, Thome rebateu 612 home runs durante sua carreira—está em sétimo na lista de líderes em home runs da MLB—além de 2328 rebatidas, 1699  corridas impulsionadas (RBIs) e uma média de aproveitamento no bastão de 27,6%. Foi convocado cinco vezes para o All-Star GAme e venceu uma    Silver Slugger Award em 1996.